# Грасано
Граса̀но (на италиански: Grassano) е градче и община в Южна Италия, провинция Матера, регион Базиликата. Разположено е на 559 m надморска височина. Населението на общината е 5285 души (към 2012 г.).